# Herr Husassistenten
Herr Husassistenten är en svensk komedifilm från 1938 i regi av Ragnar Arvedson.

## Handling
Bilmekanikern Vicke tar ut låga priser när han lagar bilar. Efter en tids bråk med sin chef lämnar han sin plats på garaget för att försöka starta eget. Det saknas pengar, och även om Vicke får hjälp både från väntat och oväntat håll saknas fortfarande en avsevärd summa. Plötsligt blir han av med alla pengar på ett snöpligt sätt och tvingas ta jobb som husassistent hos paret Runge.

## Om filmen
Herr Husassistenten hade Sverigepremiär 26 december 1938 i Helsingborg och började visas i Stockholm efter nyår. Filmen spelades in hösten 1938 på Råsunda. Filmen har aldrig visats på TV.

## Rollista i urval
- Elof Ahrle - Viktor "Vicke" Lundin, bilmekaniker
- Aino Taube - Karin Lindmark
- Tollie Zellman - Inga-Lill Runge
- Gösta Cederlund - Alfred Runge, morbror till Karin
- Emy Hagman - Blenda, jungfru hos Runges
- Carl Barcklind -  fabrikör Ludvig "farbror Ludde" Ljung
- Åke Engfeldt - Freddy Runge, son till Runges
- Stig Järrel - direktör Erik Ramgård
- Lili Ziedner - fröken Trotzig, anställd på Runges advokatkontor
- Rune Carlsten - C.O. Mollberg, ockrare
- Lill-Tollie Zellman - fröken Wadman, sekreterare hos Alfred
- Sigge Fürst - ägaren till Elitegaraget, Vickes chef
- Gösta Gustafson - kamrer Leopold Pontén
- Magnus Kesster - pokerspelare
- Artur Cederborgh - sängliggande man som blir telefonerad av Vicke
- Rolf Botvid - konstapeln
- Douglas Håge - fackföreningsman
- Marianne Aminoff - biträde i blomsterhandeln